# 小特权
小特权（拉丁語：Privilegium Minus），是神圣罗马帝国皇帝腓特烈一世于1156年9月17日授予奥地利亨利二世的特权。为与后世奥地利获得的大特权相区分，故名小特权。
该特权首先提升了奥地利的地位，从一个附属于巴伐利亚的马克藩侯领地升到独立的公爵领地；其次，它规定，巴本堡家族世袭奥地利公爵，不管是男系还是女系，如果两系均绝嗣，则由在位公爵或其夫人指定继承人。但是，奥地利公爵只能同巴伐利亚一道出席神圣罗马帝国议会，另外，奥地利还需直接为神圣罗马帝国皇帝承担提供军队的义务。
这项特权是神圣罗马帝国皇室霍亨斯陶芬家族同巴伐利亚韦尔夫家族妥协的结果。韦尔夫家族的狮子亨利重新获得了巴伐利亚，而为补偿自1139年年起统治巴伐利亚的巴本堡家族，皇帝将其提升成为独立的公国。后世多有人认为这才是奥地利独立建国之始。